# Marina Ratner
Marina Evseevna Ratner (tiếng Nga: Мари́на Евсе́евна Ра́тнер; 30 tháng 10 năm 1938 – 7 tháng 7 năm 2017) là một giáo sư toán học tại Đại học California, Berkeley. Chuyên ngành của bà là lý thuyết ergodic. Bà được bầu làm viện sĩ Viện Hàn lâm Khoa học và Nghệ thuật Hoa Kỳ năm 1992, nhận giải Ostrowski năm 1993 và cùng năm được bầu làm viện sĩ Viện Hàn Lâm Khoa học Quốc gia Hoa Kỳ. Năm 1994, bà nhận giải John J. Carty Award.